# Divorce (serie televisiva)
Divorce è una serie televisiva statunitense, creata da Sharon Horgan e interpretata da Sarah Jessica Parker e Thomas Haden Church. La serie è andata in onda in anteprima su HBO il 9 ottobre 2016. L'episodio pilota è stato scritto da Horgan e diretto da Jesse Peretz.
Il 14 novembre 2016, HBO ha rinnovato lo show per una seconda stagione, composta da 8 episodi e trasmessa dal 14 gennaio 2018.
Il 2 novembre 2018, la serie è stata rinnovata per una terza stagione, composta da 6 episodi e trasmessa dal 1º luglio 2019.
Prima del debutto della terza stagione, HBO ha annunciato che sarebbe stata l'ultima.
In Italia la serie è andata in onda sul canale a pagamento Sky Atlantic dal 30 novembre 2016 al 27 novembre 2019.

## Trama
Frances e Robert sono una coppia sposata da quasi vent'anni con due figli preadolescenti. 
Negli ultimi tempi Frances ha una relazione con un altro uomo che la porta alla decisione di chiudere il suo matrimonio. 
Nonostante la relazione extraconiugale di Frances si concluda non appena l'amante viene a sapere della decisione della donna di separarsi, il matrimonio con Robert entra ad ogni modo in una profonda crisi che porterà i due a una definitiva rottura.

## Episodi
| Stagione         | Episodi | Prima TV USA | Prima TV Italia |
| ---------------- | ------- | ------------ | --------------- |
| Prima stagione   | 10      | 2016         | 2016            |
| Seconda stagione | 8       | 2018         | 2018            |
| Terza stagione   | 6       | 2019         | 2019            |

## Personaggi e interpreti

### Personaggi principali
- Frances Dufresne (stagioni 1-3), interpretata da Sarah Jessica Parker, doppiata da Barbara De Bortoli.
Una donna sposata che ha una relazione e fa precipitare il suo matrimonio in un divorzio.
- Robert Dufresne (stagioni 1-3), interpretato da Thomas Haden Church, doppiato da Fabrizio Pucci.
Il marito infelice di Frances che scopre la relazione della moglie e chiede il divorzio.
- Diane (stagioni 1-3), interpretata da Molly Shannon, doppiata da Daniela D'Angelo.
Ipersensibile amica di Frances.
- Dallas Holt (stagioni 1-3), interpretata da Talia Balsam, doppiata da Valeria Perilli.
Amica cara di Frances.
- Nick (stagioni 1-3), interpretato da Tracy Letts, doppiato da Franco Mannella.
Marito di Diane.
- Lila Dufresne (stagioni 1-3), interpretata da Sterling Jerins, doppiata da Emanuela Ionica.
Figlia di Frances e Robert.
- Tom Dufresne (stagioni 1-3), interpretato da Charlie Kilgore, doppiato da Federico Bebi.
Figlio di Frances e Robert.

### Personaggi secondari
- Julian Renaut (stagione 1), interpretato da Jemaine Clement.
- Cole Holt (stagione 1), interpretato da Alex Wolff.
- Tony Silvercreek (stagione 1), interpretato da Dean Winters.
- Max Brodkin (stagione 1), interpretato da Jeffrey DeMunn.
- Craig (stagione 1), interpretato da Yul Vazquez.
- Grace (stagione 1), interpretata da Keisha Zollar.
- Sebastian (stagione 1), interpretato da Jorge Chapa.
- Gabriel (stagione 1), interpretato da Danny Garcia.

## Produzione
Nel dicembre 2014, è stato annunciato che Sarah Jessica Parker era stata ingaggiata per il pilot e avrebbe lavorato anche come produttore esecutivo. Nel febbraio 2015, Molly Shannon, Thomas Haden Church e Jemain Clement si sono uniti al cast. Nel novembre 2015, Alex Wolff è entrato a far parte del casto. Nel dicembre 2015 Sterling Jerins si è unito al cast.
Lo show è stato girato in molte zone di New York e dintorni, tra cui la contea di Westchester e Staten Island.
Nell'episodio di Natale è presente la canzone, "Why Should Christmas Be So Hard?" della band indie britannica Attic Lights.

## Trasmissione
La serie è andata in onda per la prima volta nel Regno Unito su Sky Atlantic l'11 ottobre 2016. In Australia è andato in onda in anteprima su Showcase il 12 ottobre 2016. Divorce è andato in onda per la prima volta nella regione MENA su OSN nel novembre 2016. In Polonia è andato in onda in anteprima su HBO Polska il 10 ottobre 2016. La serie è andata in onda in anteprima italiana su Sky Atlantic il 30 novembre 2016. Lo show è andato in onda in anteprima in Sudafrica sul canale premium via cavo M-net a novembre 2016. La serie è andata in onda in anteprima su HBO Spagna, quando il canale, come piattaforma di streaming, è arrivato in Spagna il 28 novembre 2016.

## Accoglienza

### Critica
| Accoglienza | Accoglienza         | Accoglienza                              | Accoglienza        |
| Stagioni    | Rotten Tomatoes     | Rotten Tomatoes - Punteggio del pubblico | Metacritic         |
| ----------- | ------------------- | ---------------------------------------- | ------------------ |
| 1           | 62% (61 recensioni) | 71% (99 recensioni)                      | 60 (38 recensioni) |
| 2           | 83% (12 recensioni) | 76% (43 recensioni)                      | na                 |
| 3           | 83% (6 recensioni)  | na                                       | na                 |

## Riconoscimenti
- 2017 - Golden Globe[27]
  - Candidatura per la miglior attrice in una serie commedia o musicale a Sarah Jessica Parker
- 2017 - Premio Emmy[28]
  - Candidatura per la miglior fotografia per una serie single-camera con episodi fino a 30 minuti a Reed Morano (per l'episodio "Pilot")